# Greix subcutani
El greix subcutani o teixit adipós subcutani és el principal component de la hipodermis. Està compost per adipòcits, que s'agrupen en lòbuls separats per teixit connectiu. El nombre d'adipòcits varia entre les diferents zones del cos, mentre que la seva mida varia segons l'estat nutricional de l'organisme. Actua com a farciment i com a reserva energètica, a més de proporcionar una termoregulació mitjançant l'aïllament que dona el greix. El greix subcutani es troba just sota la pell, a diferència del greix visceral, que es troba a la cavitat peritoneal, i pot mesurar-se amb un calibrador específic per donar una estimació aproximada del teixit adipós.